# Konstantin Jeriomienko
Konstantin Wiktorowicz Jeriomienko (ros. Константин Викторович Ерёменко, ukr. Костянтин Вікторович Єременко, Kostiantyn Wiktorowycz Jeremenko; ur. 5 sierpnia 1970 w Dniepropietrowsku, Ukraińska SRR, zm. 18 marca 2010 w Moskwie) – rosyjski futsalowiec i piłkarz pochodzenia ukraińskiego, grający na pozycji pomocnika, a wcześniej napastnika, reprezentant Rosji w futsalu.

## Kariera piłkarska

### Kariera klubowa
Wychowanek klubu Dnipro Dniepropetrowsk, w którym rozpoczął karierę piłkarską. Jednak nie potrafił przebić się do podstawowego składu, rozegrał tylko jeden mecz. Potem występował w klubach Sielenga Ułan Ude, Traktor Pawłograd oraz Ałga Frunze, aby w 1990 zdecydować się na przejście do futsalu. Na początku bronił barw miejscowego futsalowego klubu Mechanizator. W następnym roku wyjechał do Moskwy, gdzie został futsalowcem Diny. Z tym klubem zdobył wiele sukcesów. W oficjalnych meczach zdobył 1132 bramki, w tym dla klubu – 972, dla reprezentacji Rosji – 122. Strzelił najwięcej bramek w historii mistrzostw Rosji - 533, Pucharu Rosji - 210, pucharów europejskich - 61. Ustanowił rekord – w 1994 zdobył 91 goli w 32 meczach mistrzostw Rosji.

### Kariera reprezentacyjna
Występował w reprezentacji Rosji w futsalu, z którą w 1999 zdobył mistrzostwo Europy.

## Kariera działacza
Po zakończeniu kariery piłkarskiej został wybrany na pierwszego Prezydenta Rosyjskiej Superligi w futsalu. W 2002 objął stanowisko prezydenta Dinama Moskwa.
Wieczorem 18 marca 2010, podczas rekreacyjnej gry w piłkę w hali Dinama nagle poczuł się źle i zasłabł. Przewieziono go do szpitala, gdzie lekarze przez półtorej godziny bezskutecznie próbowali go reanimować. Zmarł tego samego dnia. Przyczyną zgonu była niewydolność serca.

## Sukcesy i odznaczenia

### Sukcesy klubowe
- mistrz WNP: 1992
- mistrz Rosji (8): 1992/93, 1993/94, 1994/95, 1995/96, 1996/97, 1997/98, 1998/99, 1999/2000
- zdobywca Pucharu ZSRR: 1990
- zdobywca Pucharu Rosji (7): 1992, 1993, 1995, 1996, 1997, 1998, 1999
- mistrz klubowy Europy (3): 1995, 1997, 1999
- zdobywca Pucharu Interkontynentalnego: 1997

### Sukcesy reprezentacyjne
- brązowy medalista Mistrzostw świata: 1996
- mistrz Europy: 1999
- wicemistrz Europy: 1996
- brązowy medalista Mistrzostw Europy: 2001
- zdobywca Pucharu Legend: 2009

### Sukcesy indywidualne
- najlepszy futsalowiec Mistrzostw Rosji (7): 1992—1998
- najlepszy król strzelców w historii Mistrzostw Rosji: 533 bramki
- najlepszy król strzelców w historii Pucharu Rosji: 210 bramek
- najlepszy król strzelców w historii klubu Dina Moskwa: 972 bramki
- najlepszy król strzelców w historii reprezentacji Rosji: 122 bramki
- najlepszy król strzelców w historii Pucharu Rosyjskiej Wyższej Ligi: 46 bramek
- najlepszy król strzelców w historii klubowych Mistrzostw Europy oraz Pucharu Interkontynentalnego: 61 bramka
- król strzelców Mistrzostw Rosji 1994: 91 gol w 32 meczach (rekord)

## Odznaczenia
- nagrodzony tytułem Zasłużonego Mistrza Sportu Rosji
- nagrodzony Orderem "Pamiątka 850-lecia Moskwy": 1997